# Pinnothereliinae
Pinnothereliinae zijn een onderfamilie van krabben (Brachyura) uit de familie Pinnotheridae.

## Geslachten
De Pinnothereliinae omvatten de volgende geslachten:
- Alarconia Glassell, 1938
- Austinixa Heard & Manning, 1997
- Glassella E. Campos & Wicksten, 1997
- Indopinnixa Manning & Morton, 1987
- Pinnixa White, 1846
- Pinnotherelia H. Milne Edwards & Lucas, 1843
- Pseudopinnixa Ortmann, 1894
- Tetrias Rathbun, 1898